# Aftenskole
En aftenskole tilbyder undervisning i fritiden, og tidligere var det kun om aftenen; heraf navnet.
Der tilbydes eksamensfri fritidsundervisning for voksne, ofte om aftenen, men i de større byer også tit i dagtimerne. Deltagerne betaler for undervisningen, men det offentlige har derudover ydet tilskud, der har varieret gennem tiden. Megen aftenskoleundervisning er i dette og forrige århundrede blevet varetaget af oplysningsforbundene. En anden udbyder er Folkeuniversitetet, men kun af fag på universitetsniveau.
Fagene omfatter skolefag som sprog, matematik, edb og sport etc., men også hobbyfag.
Det lovmæssige grundlag er folkeoplysningsloven.

## Historie
Begrebet aftenskole har været kendt siden starten af 1800-tallet; men dengang var indholdet ikke helt det samme som i dag. Aftenskoler gav undervisning til børn og unge mennesker, der om dagen var optaget af andet arbejde.
I København indgik aftenskoler fra 1815 som et led i den offentlige undervisning. Kl. 17-20 undervistes arbejdende børn samt børn, der ikke kunne blive optaget i dagskolerne af mangel på lokaler. Da elever af alle aldre sad i disse aftenskoler, der hver kun bestod af én klasse, blev udbyttet af undervisningen dårligt, ikke mindst fordi børnene mødte trætte af deres arbejde eller af strejfen om i gaderne.
I 1844 indskrænkede man aftenskolerne, og i 1857 forsvandt de helt.

I 1897 oprettedes de kommunale fortsættelseskurser.
I købstæderne og på landet var undervisningen i aftenskolerne ifølge anordning af 29. juli 1814 beregnet for unge mennesker, der efter konfirmationen »ønsker at blive ved at søge Skolen for der at øve sig videre i Skrivning ell. Regning ell. tage Del i anden nyttig Undervisning«, der skulle finde sted to gange ugentlig om vinteren.

Denne form for undervisning i aftenskolen er gennem 1800-tallet og op i 1900-tallet med flid og ofte med stor dygtighed blevet givet af folkeskolens lærere, især på landet, hvorved de har udført et ikke ringe kulturelt arbejde. I det seneste halve århundrede har undervisningen i stigende grad været varetaget af fagfolk og specialister med mange andre baggrunde end en læreruddannelse.
Rent faglig undervisning er gennem årene blevet givet på de mange tekniske skoler i købstæderne og i stationsbyer, og det var tidligere i aftentimerne; men i vore dage er der tale om dagundervisning.